# Monroe (Michigan)
Monroe is een plaats (city) in de Amerikaanse staat Michigan, en valt bestuurlijk gezien onder Monroe County.

## Demografie
Bij de volkstelling in 2000 werd het aantal inwoners vastgesteld op 22.076.
In 2006 is het aantal inwoners door het United States Census Bureau geschat op 21.840, een daling van 236 (-1.1%).

## Geografie
Volgens het United States Census Bureau beslaat de plaats een oppervlakte van
26,0 km², waarvan 23,4 km² land en 2,6 km² water. Monroe ligt op ongeveer 183 m boven zeeniveau.

## Plaatsen in de nabije omgeving
De onderstaande figuur toont nabijgelegen plaatsen in een straal van 12 km rond Monroe.

## Geboren in Monroe
- Christie Brinkley (1954), model, actrice en ontwerpster